# Amphimedon aculeata
Amphimedon aculeata es una especie de esponja de la clasificación taxonómica de las esponjas comunes (Demospongiae). El cuerpo de la esponja está formado por espículas de guijarros y fibras esponjosas, y es capaz de absorber mucha agua.
La esponja pertenece al género Amphimedon y a la familia Niphatidae. El nombre científico de la especie fue publicado válidamente por primera vez en 1982 por Pulitzer-Finali. Esta especie se encuentra en Australia.